# 70-й гвардейский танковый полк
70-й гвардейский танковый Проскуровско-Берлинский ордена Ленина, Краснознамённый,ордена Кутузова полк имени Г. И. Котовского — танковый полк Рабоче-крестьянской Красной армии Вооружённых сил СССР и Российской Федерации. Принимал участие в Гражданской войне, Польском походе РККА, в Великой Отечественной войне.
Условное наименование — Войсковая часть № 60513 (в/ч 60513). Сокращённое наименование — 70-й гв. тп.

## История
70-й гвардейский танковый полк имел наименования: с октября 1917-1-й летучий Красногвардейский отряд; с июля 1918-2-й автоброневой дивизион; с июля 1919 года -47-й автоброневой отряд; с 1926 — 12-й автоброневой дивизион; с 1932 — 3-й механизированный полк; с 1938 -44-й танковый полк; с сентября 1941-65-й отдельный танковый батальон; с ноября 1941-123-й отдельный танковый батальон; с июля 1943-61-й гвардейский танковый полк прорыва; с февраля 1944 года — 399-й гвардейский самоходный артиллерийский полк; с 1945-36-й гвардейский отдельный тяжёлый танковый полк; с 1957-70-й гвардейский танковый полк.

### Гражданская война
Полк ведёт свою историю от 1-го летучего Красногвардейского отряда, сформированного 29 октября 1917 года из рабочих Петрограда. Во время Гражданской войны и военной интервенции в России участвовал в боях против белогвардейских частей вначале, как летучий отряд, затем с июля 1918 года, как 2-й автоброневой дивизион и с июля 1919 года 47-й автоброневой отряд.
- После войны неоднократно реорганизовывался и с 1926 года именовался 12-й автоброневой дивизион.
- 7 октября 1920 года ему было присвоено имя Г. И. Котовского. В 1932 году дивизион был преобразован в 3-й механизированный полк.
- В 1938 году и переформирован в 44-й танковый полк и включён в состав З-й Бессарабской кавалерийской дивизии имени Г. И. Котовского. В 1939—1940 участвовал в освободительных походах Красной Армии в Западную Украину, Северную Буковину и Бессарабию.[1]

### Великая Отечественная война
К началу Великой Отечественной войны 44-й танковый полк входил в З-ю Бессарабскую кавалерийскую дивизию имени Г. И. Котовского 5-го кавалерийского корпуса Киевского Особого военного Округа. С началом войны в составе Юго-Западного фронта вёл ожесточённые бои с немецко-фашистскими захватчиками на государственной границе в районе Пархач Украинская ССР. Под ударами превосходящих сил противника вынужден был отойти.
В последующем участвовал в боевых действиях на киевском направления, в ходе которых был переформирован в 65-й отдельный танковый батальон и в конце сентябре 1941 года выведен в резерв Ставки ВГК, а в ноябре переименован в 123-й отдельный танковый батальон.

Приказом НКО № 0725 от 17 сентября 1942 г. 123-й отб, сформированный из 12-го автоброневого дивизиона имени Котовского, впредь именовать «123-й танковый батальон имени Котовского».
— http://www.tankfront.ru/ussr/otb/otb123.html 123-й отб
В декабре 1941 — январе 1942 батальон в составе 1-й ударной армии Западного фронта участвовал в контрнаступлении под Москвой и общем наступлении советских войск на западном направлении. В феврале 1942 года был включён в 83-ю отдельную танковую бригаду 1-й ударной армии Северо-Западного фронта и участвовал в окружения демянской группировки противника юго-восточнее озера Ильмень. Затем до февраля 1943 года в составе других армий этого же фронта участвовал в боях по ликвидации демянского плацдарма немецко-фашистских войск.
- В феврале 1943 года батальон в составе бригады был выведен в резерв Ставки ВГК. В июле 1943 года на его базе сформирован 61-й гвардейский танковый полк прорыва, включён в 53-ю армию Степного фронта и в августе — сентябре участвовал в Белгородско-Харьковской наступательной операции и освобождении Левобережной Украины. После нахождения в резерве Ставки ВГК (со 2 октября по 18 ноября 1943) был включён в 4-й гвардейский механизированный корпус 4-го Украинского фронта и в его составе вёл бои с группировкой противника на никопольском плацдарме.
- В феврале 1944 года был переформирован в 399-й гвардейский самоходный артиллерийский полк[1]. Вскоре на его базе был создан 399-й гвардейский тяжёлый самоходный артиллерийский полк[5], который вошёл в 11-й гвардейский танковый корпус 1-й гв. танковой армии 1-го Украинского фронта. В этом корпусе и армии полк с небольшими перерывами вёл боевые действия до конца войны.

В ходе освобождения Правобережной Украины участвовал в Проскуровско-Черновицкой и Львовско-Сандомирской наступательных операциях.
- За отличие в боях при освобождении войсками армии города Проскуров (Хмельницкий) был удостоен почётного наименования «Проскуровский» (З апреля 1944), а за образцовое выполнение заданий командования при форсировании реки Висла и овладении сандомирским плацдармом награждён орденом Красного Знамени[6] (1 сентября 1944). Отважно сражались воины полка в Варшавско-Познанской и Восточно-Померанской наступательной операциях 1945 в составе войск 1-го Белорусского фронта. За высокое боевое мастерство, мужество и отвагу личного состава в боях при вступлении в провинцию фашистской Германии Бранденбург полк был награждён орденом Ленина[7] (5 апреля 1945)[1]. Успешно действовали его воины при прорыве обороны немецко-фашистских войск восточнее города Штаргард (Старгарц), за что он был награждён орденом Кутузова 3-й степени[8] (26 апреля 1945)[1]. Свой боевой путь полк завершил в Берлинской наступательной операции. За отличие в боях при овладении столицей фашистской Германии ему было присвоено почётное наименование «Берлинский» (11 июня 1945)[1].

## Послевоенный период
После войны оставлен в составе ГСВГ и переформирован в 36-й гвардейский отдельный тяжёлый танковый полк; в последнее время — 70-й гв. тп 11-й гв. тд 2-й гв. ТА.
На вооружении имел ИСУ-122.
Позднее был преобразован в 70-й гвардейский танковый полк 9-й танковой дивизии 1-й гв. танковой армии Цайтхайн. В полку стоит броневик с которого выступал Ульянов Ленин.Полк был неоднократно инициатором соревнования полков в Вооружённых силах СССР и ГСВГ.
За заслуги в деле защиты Родины, высокие результаты в боевой и политической подготовке награждён Памятным знаменем (1967), Ленинской юбилейной Почётной грамотой (1970) и Юбилейным почётным знаком (1972) ЦК КПСС, Президиума Верховного Совета СССР и Совета Министров СССР.

### Расформирование
Перед выводом войск из Германиив полку было: 94 Т-80; 60 БМП (32 БМП-2, 24 БМП-1, 4 БРМ-1К), 18 — 2С1 «Гвоздика»; 6 БМП-1КШ, 2 ПРП-3,4; З РХМ, 1 БРЭМ-2, 2 ПУ-12, 1 Р-145БМ, 2 МТ-55А
70-й гвардейский танковый Проскуровско-Берлинский ордена Ленина Краснознамённый ордена Кутузова полк имени Г. И. Котовского в 1992 году выведен в Смоленск и расформирован.

## Награды
- «Гвардейский»
- имени Г. И. Котовского 1929 год
- Почётное наименование «Проскуровский» (З апреля 1944),
- Почётное наименование «Берлинский» (11 июня 1945)
- орден Ленина Указом Президиума ВС СССР от 05.04.1945
- Орден Красного Знамени Указом Президиума ВС СССР от 01.09.1944
- орден Кутузова III степени Указом Президиума ВС СССР от 26.04.1945

## Командование

### Командование в период войны
Во время Великой Отечественной войны полком (батальоном) командовали:
- майор С. Е. Карлов (июнь — окт. 1941)
- м-р В. И. Макаров (окт. 1941 — май 1942),
- капитан Н. Я. Селивавчик (июнь — дек. 1942)
- капитан А. М. Поливенок (якв. — июнь 1943),
- подполковник И. И. Латыпов (июль — ноаб. 1943),
- майор Е. М. Михеев (дек.1943 — янв. 1944),
- подполковник Кобрин, Дмитрий Борисович (февр. 1944 — до конца войны).

### Командование после войны
- 1965 гвардии полковник Колесников, Дмитрий Владимирович
- 1968—1969 Швеев
- 1969—1971 гвардии полковник Савочкин, Роман Михайлович
- 1971—??? гвардии полковник Савицкий
- 1976—??? гвардии полковник Сапатьков,
- 1978—1980 гвардии полковник Грудовик, Александр Михайлович (генерал-майор)
- 1980—1982 гвардии полковник Якушев, Василий Иванович
- 1982—1983 гвардии подполковник Дюков, Борис Иванович
- 1983—1987 гвардии полковник Забелин
- 1987—1991 гвардии полковник Лобов, Дмитрий Евгеньевич
- 1991—1992 гвардии полковник Колесников Владимир Дмитриевич[9]

## Отличившиеся воины
За ратные подвиги в годы Великой Отечественной войны свыше 1200 воинов полка были награждены орденами и медалями.
Полк имеет в своём составе 19 Героев Советского Союза